# Мемуары Горация
«Мемуары Горация» (фр. Memoires d’Horace) — историко-приключенческий роман французского писателя Александра Дюма-отца о Древнем Риме, впервые опубликованный в 1860 году.

## Сюжет и история текста
Основная часть текста написана как воспоминания римского поэта Квинта Горация Флакка. Действие происходит в Риме в I веке до н. э., в эпоху гражданских войн, и заканчивается в 27 году до н. э., когда Октавиан провозгласил себя Августом. В тексте содержатся намёки на возможное продолжение, которое, однако, не было написано.
В числе персонажей романа Вергилий, Гай Юлий Цезарь, Гней Помпей Великий, Марк Порций Катон Утический и другие исторические деятели. Дюма не ставил перед собой цель показать масштабные исторические события, но он приложил немало усилий, чтобы показать быт Древнего Рима и описать ряд эффектных эпизодов из античных источников (например, это убийство Помпея в лодке на глазах у его жены).
«Мемуары Горация» публиковались в газете Le Siecle в 1860 году, с 16 февраля по 19 июля. Этот роман с восхищением упоминает в своём дневнике художник Эжен Делакруа. Первое книжное издание увидело свет только в 2006 году, причём остаётся не вполне ясным, почему роман не опубликовал отдельной книгой сам Дюма. «Мемуары Горация» считаются одним из подтверждений тому, что писатель интересовался не только французской историей.